# Leeds
Pour les articles homonymes, voir Leeds (homonymie) et Château de Leeds.
Leeds ([liːdz]) est une ville britannique dans la région du Yorkshire-et-Humber, dont elle est le chef-lieu, en Angleterre. Elle est située à l'est de la chaîne des Pennines, sur la rivière Aire. C'est la troisième ville d'Angleterre. Selon le recensement 2019, la partie urbaine de la ville a 793 139 habitants et son aire urbaine 2 638 127. Ses limites incluent cependant des zones détachées de la ville elle-même. L'agglomération urbaine de Leeds compte 1,901 million d'habitants.
L'agglomération se trouve près du carrefour de deux grandes autoroutes britanniques, la M62, la transpennine, et la M1, la première liaison autoroutière nord-sud. Elle est située à 2 h 30 de Londres en train par voie de la ligne ferroviaire principale de l'est. Sa gare est en fréquentation la troisième du  Royaume-Uni, en excluant les grandes gares de la capitale . La ville partage un aéroport international avec sa ville sœur, Bradford. Leeds est cependant l'une des villes européennes les plus dépendantes de la voiture, avec des embouteillages tellement importants qu'ils ralentissent l'économie locale. Les niveaux de pollution de l'air ont été jugés illégaux.
Leeds a connu son essor aux XVIIe et XVIIIe siècles, grâce aux métiers de laine, et plus tard à l'époque victorienne, mais les industries lourde et textile ont cédé la place à l'industrie légère, au commerce et aux services (surtout dans les domaines juridiques, financiers et d'assurance). C’est également une ville d’étudiants avec deux hautes écoles principales – l'université de Leeds et Leeds Beckett.

## Histoire

### Toponymie
Le nom dérive de l'ancien mot brittonique Ladenses signifiant "peuple de la rivière au débit rapide", en référence à la rivière Aire qui traverse la ville. À l'origine, ce nom faisait référence à la zone forestière couvrant la majeure partie du royaume d'Elmet, qui existait du Ve siècle au début du VIIe siècle.
Bède déclare dans le quatorzième chapitre de son Histoire ecclésiastique du peuple anglais, lors d'une discussion dans une église érigée par Edwin de Northumbrie, qu'il se trouve dans la "regione quae vocatur Loidis" (du latin, "la région nommée Loidis"). Un habitant de Leeds est connu localement sous le nom de Loiner, un mot d'origine incertaine. Le terme Leodisien est également utilisé, du nom latin de la ville.
Le nom a aussi été décrit comme un dérivé du Gallois lloed, signifiant simplement "un lieu".
Thomas Wright F.S.A. prétend que Leeds était la ville capitale de la Loidis de l'antiquité, un Regiuncula d'Elmet. Son roi breton serait usurpé par Edwin en 616. En 1816, des fouilles archéologiques ont révélé un autel dédié à Brigantia dans la banlieue d'Adel. Pourtant, les antiquaires se penchaient sur Burgodunum plutôt que Loidis comme identification de la ville. Les vestiges d’une ville romaine avaient déjà été trouvés à Adel en 1702. Une hache bretonne a été trouvée dans une urne en 1745 à Briggate.  

### Développement
La cité était à l’origine un marché agricole au Moyen Âge ; en 1207, elle signa sa première charte.   
Sous les Tudors, elle était principalement un marché de laine qui faisait affaire avec toute l’Europe via l’estuaire de la Humber, représentant même à un moment la moitié des exportations anglaises.
La ville connut une très forte croissance démographique : elle passa de 10 000 habitants en 1751 à 172 000 en 1851.
La croissance industrielle de la ville fut favorisée par l’ouverture du canal de Liverpool à Leeds en 1816 et du train en 1848.
L'écrivain pour enfants Arthur Ransome est né dans la ville en 1884.
Le tout premier film jamais retrouvé fut tourné dans la ville par Louis Le Prince en 1888 et projeté la même année.
Le château de Temple Newsam qui date du VIe siècle, et les ruines de l’abbaye de Kirstall qui datent du XIIe siècle se trouvent dans les faubourgs de la ville.

## Géographie
La ville de Leeds est située à 272 km au nord de Londres, dans les contreforts orientaux de la chaîne des Pennines, sur les bords de l'Aire. L'altitude de la ville est comprise entre 10 m, dans la vallée, et 340 m. Le district métropolitain s'étend sur 24 km d'est en ouest et sur 21 km du nord au sud, ce qui en fait le deuxième plus grand d'Angleterre (après celui de Doncaster).
Le centre-ville, essentiellement urbain, est contenu à l'intérieur de la rocade, cette dernière étant formée de plusieurs routes. Au-delà se trouve de nombreuses banlieues ainsi que des zones plus rurales.

### Climat
Leeds a un climat de type océanique (cfb selon la classification de Köppen), influencé par les Pennines. Les étés sont généralement doux, avec des précipitations modérées, tandis que les hivers sont frais voire froids, peu ensoleillés, avec occasionnellement de la neige. La station météo officielle se trouve à Bingley, à une vingtaine de kilomètres du centre-ville.
Juillet est le mois le plus chaud avec une température moyenne de 16 °C, janvier est le plus froid avec une température moyenne de 3 °C. L'amplitude des températures est relativement faible et les températures extrêmes sont assez rares.
Le massif des Pennines bloque en partie les dépressions venues de l'Atlantique, Leeds est ainsi une des villes les plus sèches du Royaume-Uni.
| Mois                                | jan. | fév. | mars | avril | mai  | juin | jui. | août | sep. | oct. | nov. | déc. | année |
| ----------------------------------- | ---- | ---- | ---- | ----- | ---- | ---- | ---- | ---- | ---- | ---- | ---- | ---- | ----- |
| Température minimale moyenne (°C)   | 0,3  | 0,2  | 1,6  | 3,1   | 5,5  | 8,5  | 10,4 | 10,5 | 8,7  | 6,3  | 2,9  | 1,2  | 4,9   |
| Température maximale moyenne (°C)   | 5,8  | 5,9  | 9,7  | 11,3  | 15   | 18,2 | 19,9 | 19,9 | 17,3 | 13,4 | 8,8  | 6,7  | 12,6  |
| Précipitations (mm)                 | 61   | 45   | 52   | 48    | 54   | 54   | 51   | 65   | 57   | 55   | 57   | 61   | 660   |
| Nombre de jours avec précipitations | 17,5 | 14,2 | 14,8 | 13,5  | 13,7 | 12,2 | 11,7 | 13,2 | 12,9 | 15,1 | 16,5 | 17   | 172,3 |

### Ceinture verte

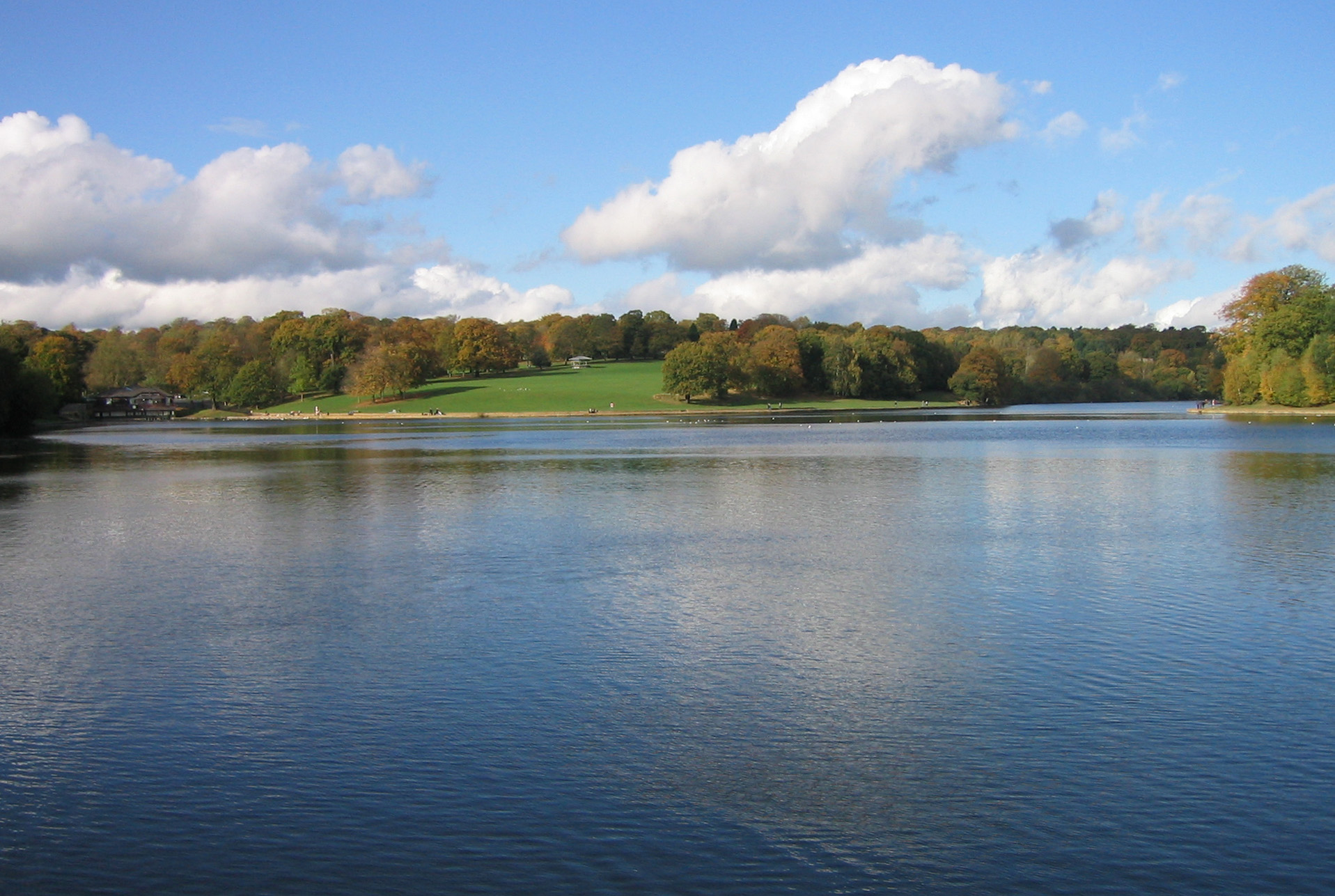
Parc de Roundhay.

Leeds fait partie de la ceinture verte du Yorkshire, concept lancé en 1960 qui vise à stopper l'étalement urbain. La campagne en périphérie est donc préservée, les friches industrielles sont réutilisées. Cela permet, en outre, d'encourager la création et la sauvegarde d'aires de loisirs, comme le parc Roundhay, le lac Waterloo ou encore le parcours de golf du Temple Newsam Park.

## Industrie et économie

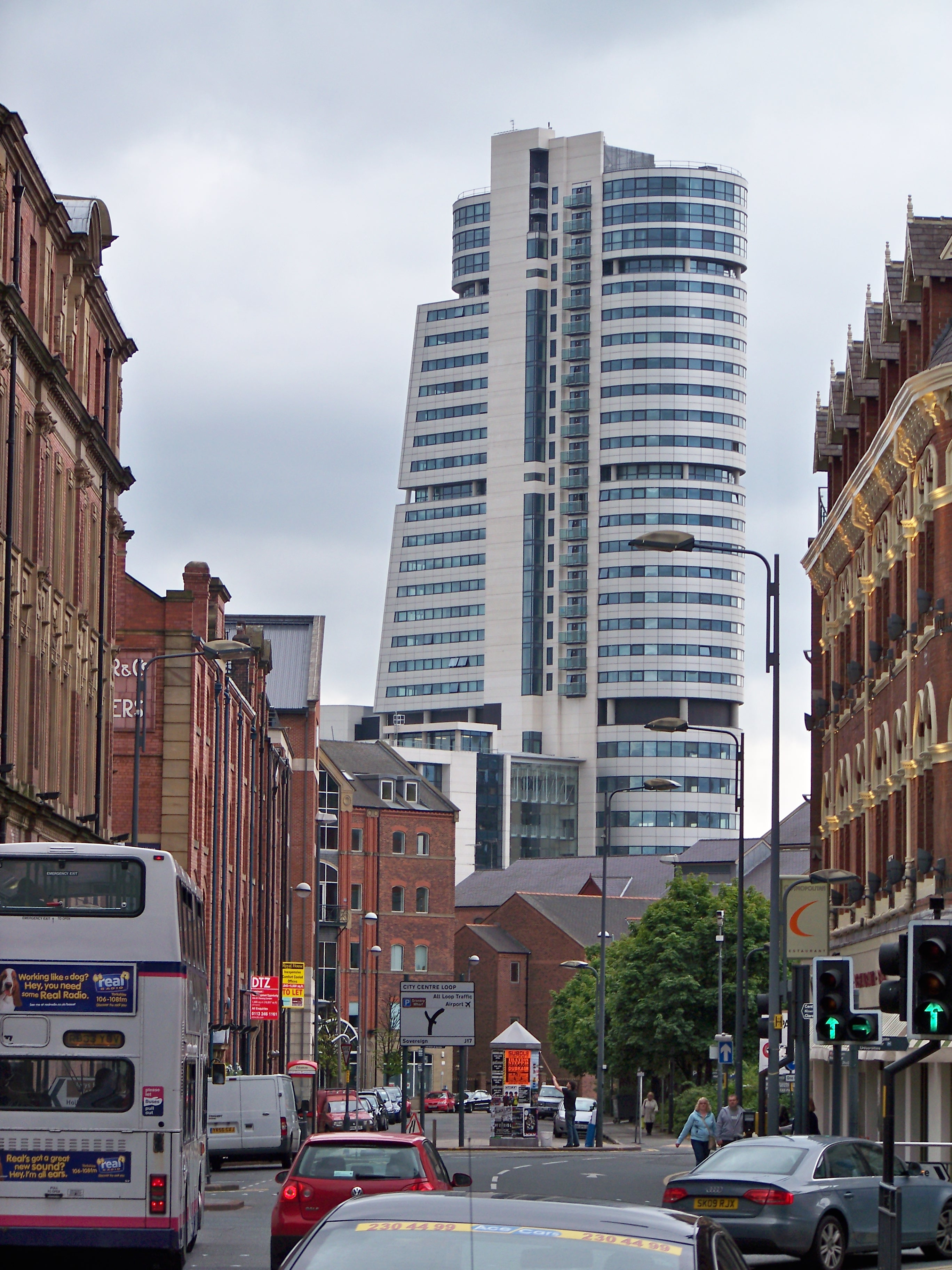
Bridgewater Place.

La ville est située au croisement des autoroutes M1 et M62. Elle est desservie par l'aéroport international de Leeds-Bradford.
Ces circonstances en ont fait un centre majeur dans la distribution, la banque et la finance[précision nécessaire].
Comme le reste du Nord de l'Angleterre, Leeds souffrit de la récession des années 1970 et 80. En effet, les mines de la région fermèrent petit à petit : l'industrie minière ayant été le secteur économique le plus important et cela depuis des siècles.
Dans les années 1990, elle attira beaucoup de centres d'appels, en particulier à cause de la « fiabilité » de l'accent du Yorkshire, ceci semble se tarir avec la délocalisation de ces emplois vers des endroits comme Bangalore. Maintenant, l'économie est forte et en train de grandir encore[précision nécessaire] et le commerce est devenu l'une des plus importantes parties de l'économie de la ville.

### Secteur public
À Leeds, 108 000 personnes travaillent dans le secteur public, soit 24 % de la population active. Les principaux employeurs sont le conseil municipal de Leeds, qui compte 33 000 employés, et le Leeds NHS Trust (les hôpitaux), qui compte 14 000 employés.
Leeds est devenue une plaque tournante des organismes de santé du secteur public. Le Département de la Santé, NHS England, la Care Quality Commission, NHS Digital et la Public Health England ont tous de grands bureaux à Leeds. Le plus grand hôpital universitaire d'Europe est également basé à Leeds et abrite le Yorkshire Cancer Center, le plus grand du genre en Europe.
Parmi les principaux ministères et organismes situés à Leeds figurent le Département du Travail et des Retraites, avec plus de 3 000 employés, le Département de la Santé, avec plus de 800 employés, HM Revenue and Customs avec plus de 1 200 employés et la British Library avec 1 100 employés.

### Les magasins de Leeds

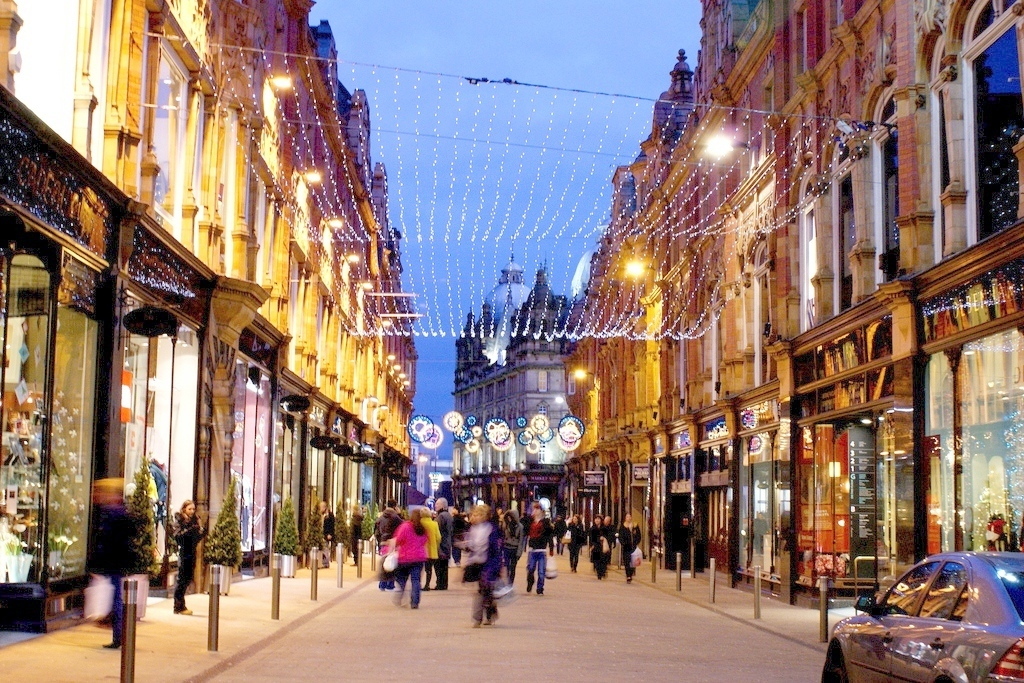
King Edward Street.

Aujourd'hui, Leeds est peut-être connue d'abord comme destination commerciale importante. Le centre-ville a une grande zone piétonne et on peut trouver plus de mille magasins dans un quartier assez compact[réf. souhaitée]. Briggate est la plus grande rue du centre-ville, où se trouvent tous les grands magasins britanniques comme Marks & Spencer, House of Fraser, Debenhams, Topshop et Harvey Nichols. Il y a aussi une grande présence de marques internationales à Leeds avec les magasins comme H&M (deux dans le centre-ville), Zara, Mango, Gap, American Apparel, Urban Outfitters et beaucoup de Subways, huit Starbucks et quatre McDonald's.
Non loin, à l'est de Briggate, se trouve le Leeds Kirkgate Market. Datant du XIXe siècle, c'est le plus grand marché couvert d'Europe. Ayant connu plusieurs agrandissements, il dispose de 400 stands. L'offre est variée, allant des produits frais aux produits électroniques en passant par le textile. Ouvert quotidiennement, il attire environ 100 000 visiteurs par semaine. À proximité immédiate se trouve également un grand marché extérieur disposant de 200 stands.
Le Corn Exchange a plusieurs boutiques et les belles galeries victoriennes abritent beaucoup des magasins intéressants. The Victoria Quarter est le meilleur quartier pour faire des courses en ville. Cela comprend des vieux bâtiments et deux grands passages spectaculaires qui abritent plus de 70 magasins tels que Louis Vuitton, Vivienne Westwood, Nicholas Deakin, Space NK et Diesel. Dans le sud de Leeds (une région appelée Birstall) se trouve un autre complexe avec un magasin Ikea, un cinéma, des magasins (Gap, River Island, Toys “R” Us par exemple) et restaurants (McDonald's, T.G.I. Friday's, Pizza Hut, KFC et Nando's par exemple).

#### Trinity Leeds

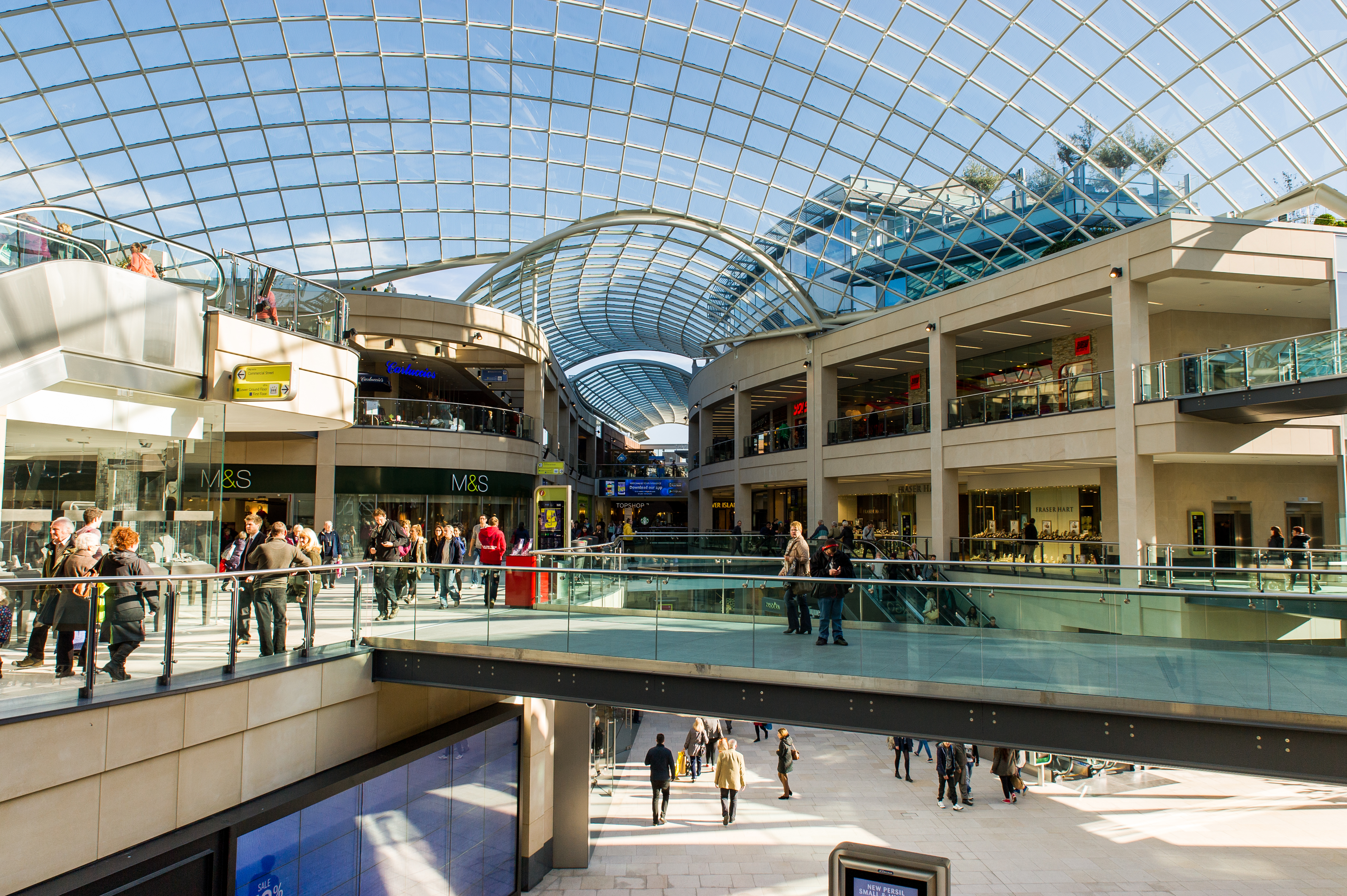
Trinity Leeds.

Ce centre commercial, moderne et lumineux grâce à sa verrière tout en courbe, est le plus grand de la ville. Situé en plein centre-ville, d'une surface utile de 93 000 m2 avec environ 120 boutiques, il doit son nom à l'église Holy Trinity située à proximité. Pour son inauguration, le 21 mars 2013, le complexe a attiré environ 130 000 curieux. Les détaillants sont, notamment, River Island, Topshop, H&M, Mango, Hollister, New Look, Apple Store... S'y trouvent aussi un cinéma et beaucoup de restaurants, y compris D&D, un groupe international de restauration basé à Londres.

#### White Rose Centre
White Rose (appelé après l'emblème du Yorkshire, une rose blanche) est un centre commercial dans le sud de Leeds et ouvert en 1997. Il y a au moins 100 magasins incluant Debenhams, Marks & Spencer, Topshop, River Island, Disney Store, Monsoon Accessorize, New Look, Primark, The Body Shop, un supermarché Sainsbury's et magasins internationaux comme H&M, Zara, Springfield, McDonald's et Nando's.

### Tourisme
Leeds a été élue « ville favorite du Royaume-Uni » par le magazine Condé Nast Traveller[réf. nécessaire]. La ville est notée pour son offre culturelle, ses magasins, sa vie nocturne et l'architecture du XIXe siècle. L'aéroport dessert plusieurs destinations européennes, y compris Paris, Montpellier, Avignon, Toulouse, Nantes, Carcassonne, Limoges, Nice, Bergerac, La Rochelle et Chambéry.

## Culture

### Médias
La compagnie Yorkshire Post Newspapers Ltd, propriété de Johnston Press plc, est basée dans la ville et produit un journal quotidien du matin, le Yorkshire Post, et un journal du soir, le Yorkshire Evening Post (YEP). Le Wetherby News couvre principalement des zones du secteur nord-est du district, et le Wharfedale & Airedale Observer, publié dans Ilkley, couvre le nord-ouest, les deux paraissant chaque semaine. Les deux plus grandes universités ont des journaux d’étudiants : l’hebdomadaire Leeds Student de l’université de Leeds et le mensuel The Met de l'université Leeds Beckett (en). Les publications gratuites comprennent le Leeds Weekly News, produit par le Yorkshire Post Newspapers en quatre versions géographiques, et la version régionale de Metro distribuée dans les bus et les gares.
Les stations de télévision et de radio régionales ont des bases dans la ville ; BBC Television et ITV ont toutes deux des studios régionaux et des centres de diffusion à Leeds. ITV Yorkshire, anciennement Yorkshire Television, émet depuis les studios de Leeds sur Kirkstall Road. BBC Radio Leeds, Radio Aire, Greatest Hits Radio, Capital Yorkshire, Heart Yorkshire et Yorkshire Radio diffusent leurs émissions depuis la ville. LSRfm.com est une radio étudiante qui diffuse régulièrement des émissions dans toute la ville. De nombreuses communautés de Leeds ont maintenant leurs propres stations de radio locales, telles que East Leeds FM et Tempo FM pour Wetherby et les régions environnantes.
Made in Leeds est une chaîne de télévision locale lancée en 2014. Une chaîne de télévision privée, Leeds Television, est dirigée par des bénévoles et soutenue par des professionnels du secteur des médias.

### Musées, théâtre et danse

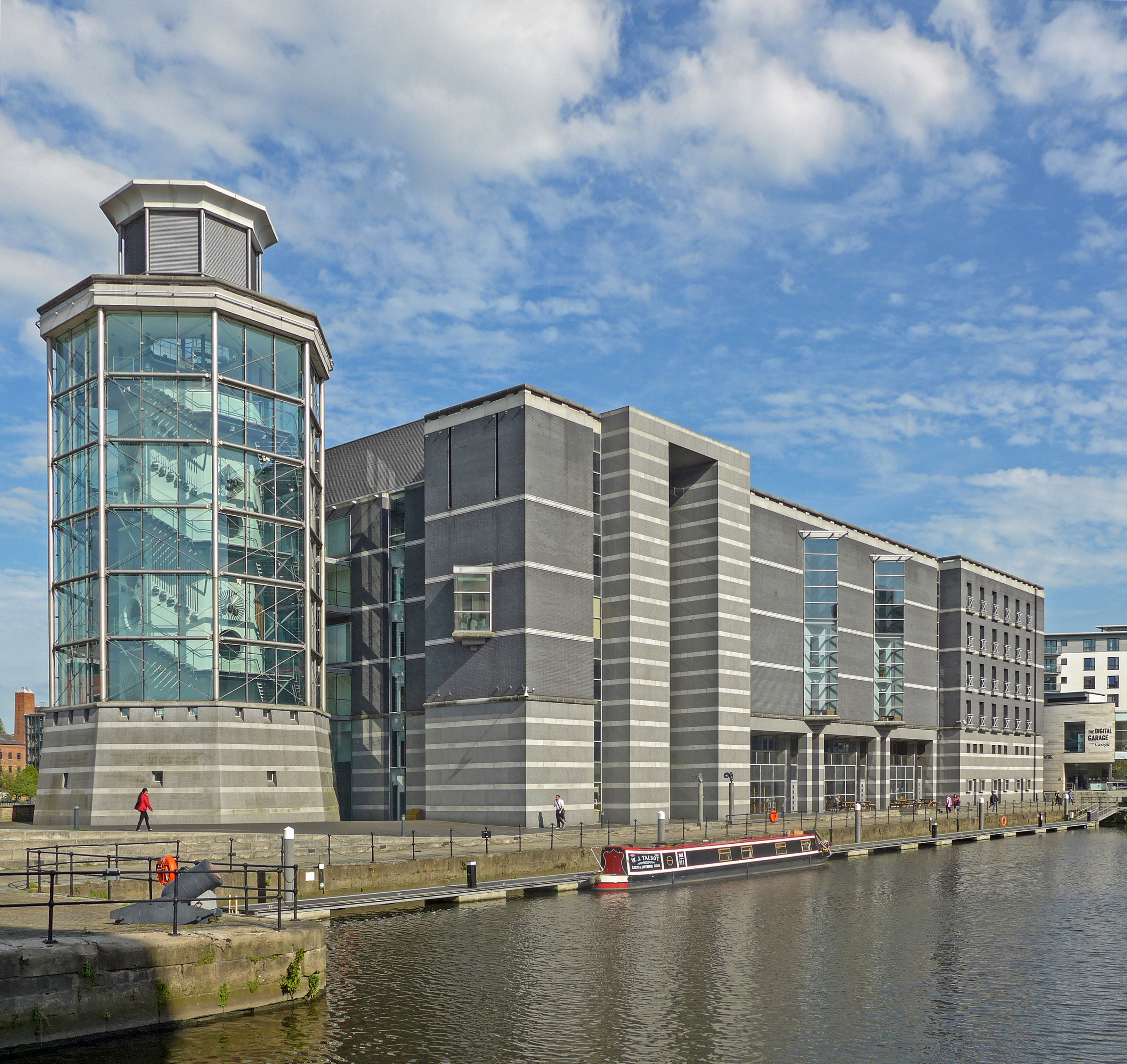
Le musée Royal Armouries.

Leeds compte de nombreux musées, tels que Royal Armouries. Celui-ci a ouvert ses portes en 1996 dans un édifice moderne lorsqu'une partie de la collection nationale a été transférée de la Tour de Londres. À proximité se trouve le Leeds Museum Discovery Centre, le principal entrepôt d’objets non exposés dans les musées mais qui sont ouverts au public sur rendez-vous. Le Leeds City Museum a rouvert ses portes en 2008. La Leeds City Art Gallery possède la meilleure sélection d'art britannique du XXe siècle en dehors de Londres[réf. nécessaire]. Le Thwaite Mills Watermill Museum est un moulin à eau entièrement restauré datant des années 1820, situé sur la rivière Aire, à l'est du centre-ville. Le Thackery Medical Museum est un musée d'histoire de la médecine consacré à des thèmes tels que la santé publique à l'époque victorienne, les chirurgies pré-anesthésiques et la sécurité lors de l'accouchement ; il est logé dans un ancien atelier à côté de l'hôpital St James. Le musée Abbey House est installé dans l’ancienne guérite de l’abbaye de Kirkstall. Le musée industriel Armley Mills est installé dans ce qui était autrefois la plus grande filature de laine au monde ; il comprend des machines industrielles et des locomotives de chemin de fer. Ce musée présente également les premières images animées connues au monde prises dans la ville par Louis Le Prince, Une scène au jardin de Roundhay datant de 1888 et Le Pont de Leeds. Ces extraits de films peuvent être consultés sur YouTube. On trouve aussi dans la ville le musée Oatley et l'Institut d'Henry Moore.

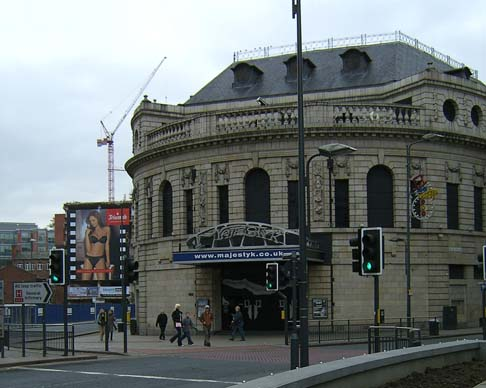
Majestyk.

La ville est connue de plus pour le théâtre, un des plus célèbres, et le plus récent, étant le Leeds Playhouse, anciennement appelé West Yorkshire Playhouse, qui contient deux auditoriums. Leeds abrite aussi le Grand Théâtre, où est basée Opera North, la seule compagnie d'opéra nationale en dehors de Londres, et The City Varieties, un des rares music-halls restants au Royaume-Uni, qui fut célèbre pour ses représentations animées par Charlie Chaplin et Harry Houdini.
Leeds abrite également le Phoenix Dance Theatre, construit en 1981 dans le quartier Harehills, et le Northern Ballet Theatre.

### Musique

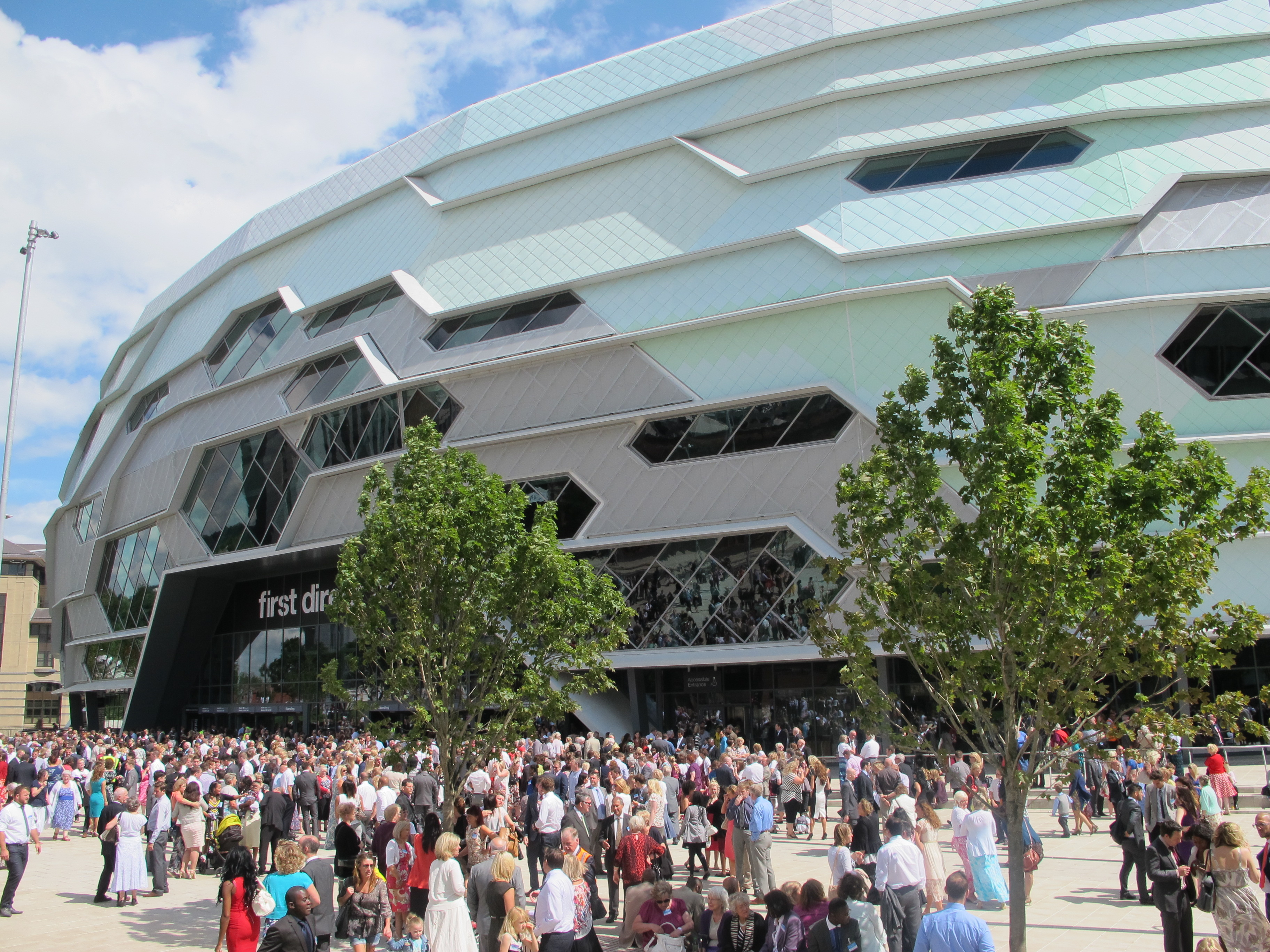
First Direct Arena.

Bien que moins prolifique que ses voisines Manchester, Liverpool ou même Sheffield, Leeds a tout de même vu éclore quelques groupes renommés : Kaiser Chiefs, The Mekons, Gang of Four, Sisters of Mercy, Soft Cell, The Wedding Present, Chumbawamba, Delta 5, Iration Steppas, Cud et Alt-J (∆). Corinne Bailey Rae est également née à Leeds, ainsi que Paul and Barry Ryan.
La First Direct Arena a ouvert ses portes en septembre 2013. Ce stade de 13 500 places est en passe de devenir le premier lieu de la ville pour les concerts, les représentations de sports en salle et de nombreux autres événements. Des concerts ont également lieu à l'O2 Academy, Elland Road, qui a accueilli des groupes tels que Queen et Kaiser Chiefs, entre autres, et dans des universités. Roundhay Park, dans le nord de Leeds, a accueilli certains des plus grands artistes du monde, notamment Michael Jackson, Madonna, Bruce Springsteen et Robbie Williams. De plus il est à noter la prestation du groupe The Who le 14 février 1970 à l'université de Leeds, qui a donné naissance à l'enregistrement du disque Live at Leeds. Ce-dernier a été cité par plusieurs critiques musicaux comme le meilleur enregistrement rock live de tous les temps,.
Leeds conservatoire était la première école de musique en Europe à proposer un diplôme d’université de jazz.

### Vie nocturne
Leeds compte la quatrième population étudiante du pays (plus de 200 000) ce qui favorise la vie nocturne. Il existe un grand nombre de pubs, bars, discothèques et restaurants, ainsi qu'une multitude de salles de concert. Tous les goûts musicaux sont représentés à Leeds. Il comprend le lieu d'origine des célèbres soirées club Back 2 Basics, Speedqueen et Vague. Morley était l'emplacement du club de techno The Orbit. Leeds compte un certain nombre de grands « super-clubs » et une sélection de clubs indépendants tels que le Club Mission et le Mint Club, régulièrement classés parmi les meilleurs clubs du monde par le magazine DJ Magazine. Deux autres clubs de Leeds, The Warehouse et The Garage, figurent dans la liste des 100 meilleurs clubs de 2013.

## Sport

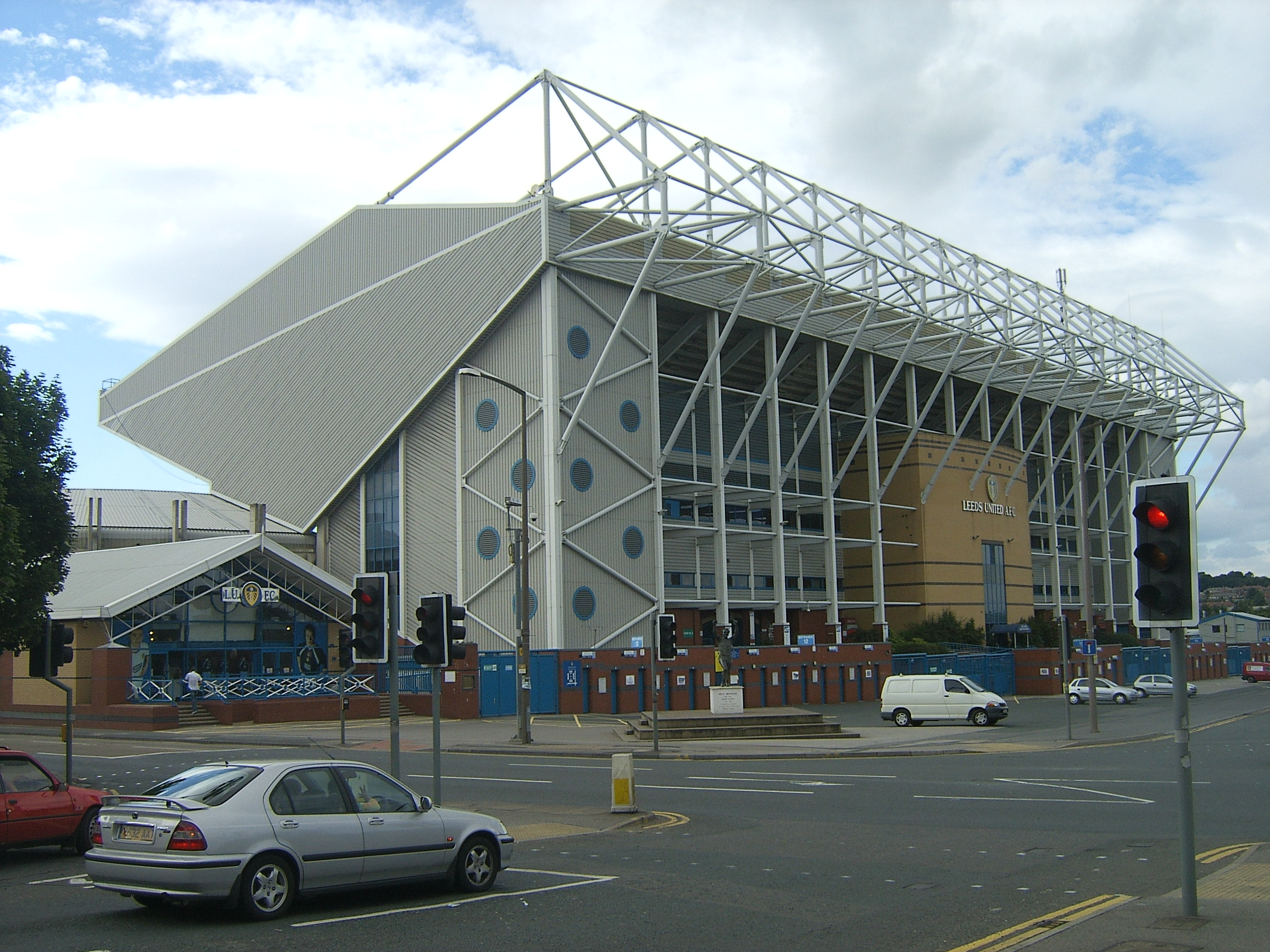
Elland Road.

La ville est un centre sportif important : les Leeds Rhinos représentent une valeur sûre du championnat anglais de rugby à XIII, la Super League, tandis que les Leeds Carnegie (anciennement Leeds Tykes) pratiquent le rugby à XV en 2e division anglaise. Le club de football de Leeds United, malgré une histoire glorieuse, est sorti de l’élite en 2004, à la suite de difficultés financières. L'équipe évolue ensuite en EFL Championship, puis en Premier League à partir de  la saison 2020/2021. L'équipe dispute ses matchs à domicile au stade d'Elland Road. La ville compte aussi l'un des plus grands clubs anglais de cricket, le Yorkshire CCC.
Le Grand Départ du Tour de France 2014 a été donné de Leeds. L'annonce a été faite le 14 décembre 2012. Le parcours des premières étapes en Grande-Bretagne a été dévoilé le 17 janvier 2013.

## Transports
Leeds est une des villes britanniques les plus dépendantes de la voiture. Dans une étude réalisée en 2012 sur 31 agglomérations européennes, Leeds-Bradford était la septième plus embouteillée,. Les mesures effectuées sur certaines routes principales de la ville ont révélé des niveaux de pollution deux fois supérieurs aux limites légales.

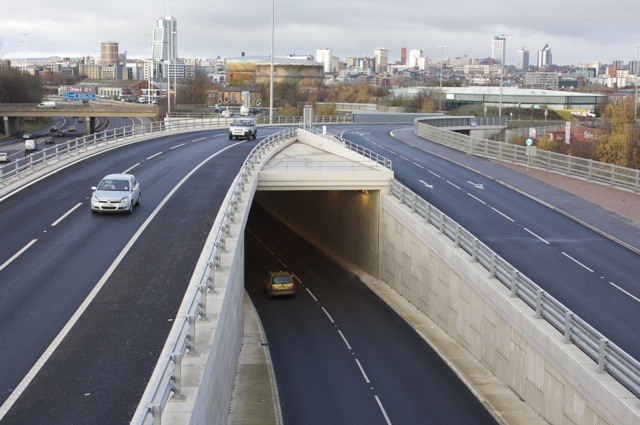
La M621 dans le centre de Leeds.

Une des raisons principales de ces problèmes tient au fait que Leeds, contrairement à d'autres villes de taille similaire, comme Manchester ou Sheffield, ne possède pas de réseau de transport rapide (métro, tramway...). La construction d'un tramway était prévu dans les années 1990 mais le projet a été abandonné en raison du coût financier jugé trop élevé.

### Routes
Leeds est le point de départ des routes A62, A63, A64, A65 et A660. Elle est également située sur les routes A58 et A61. Les autoroutes M1 et M62 se croisent au sud. Une rocade intérieure entoure le centre-ville, en partie piétonnier.

### Bus

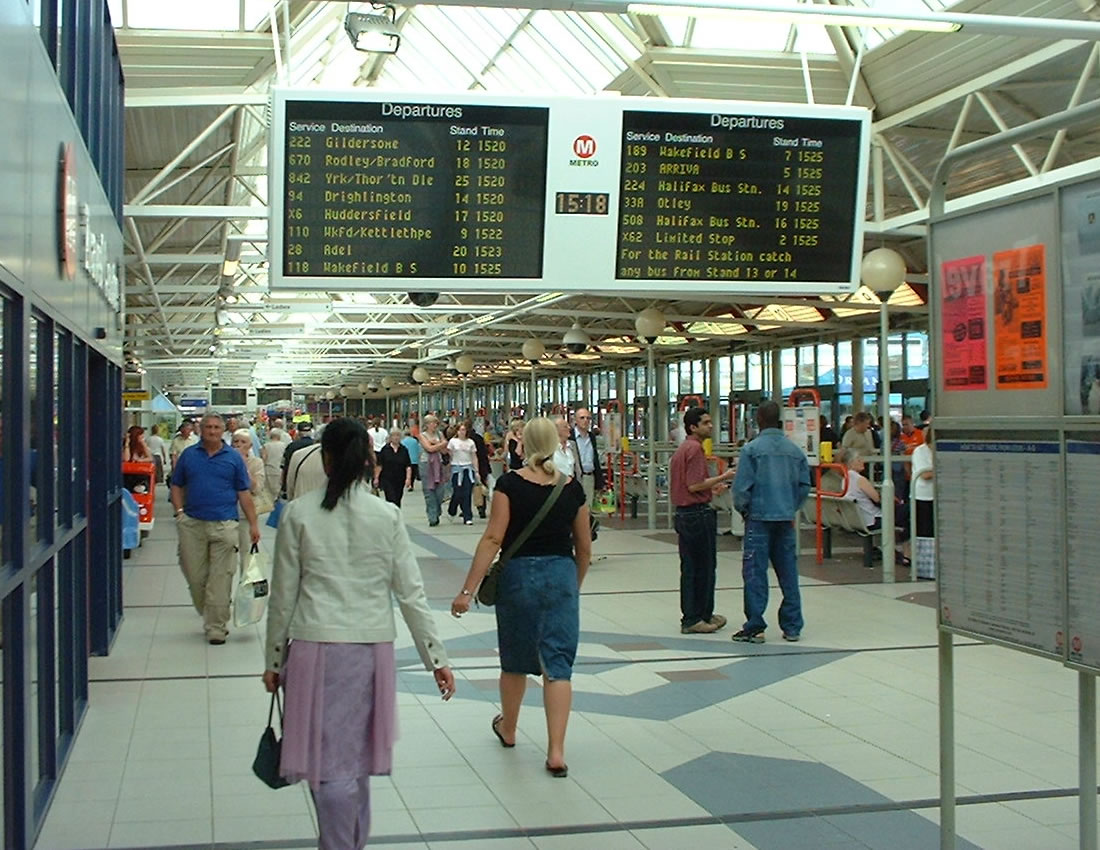
La gare routière.

Les transports en commun dans la région de Leeds sont gérés par le West Yorkshire Metro. La gare routière se trouve à Dyer Street. Elle est desservie par des bus reliant Leeds à de nombreuses villes de l'agglomération.

### Rail

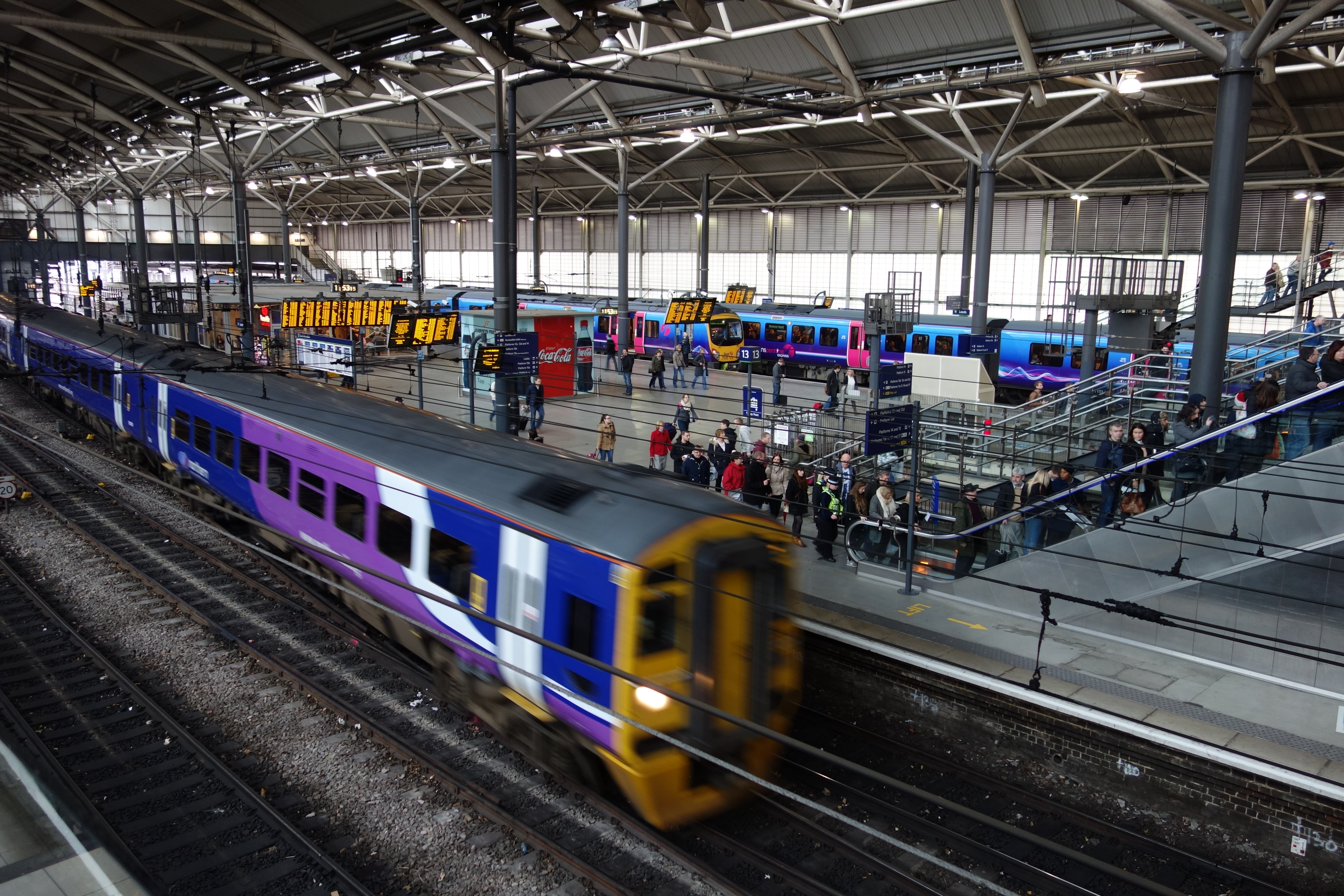
La gare de Leeds.

Depuis la gare de Leeds, située dans la New Station Street, les trains de la compagnie Northern desservent la banlieue et la région. Elle fournit également des connexions nationales et internationales. La gare est l'une des plus fréquentées d'Angleterre après Londres, avec 900 trains et 50 000 passagers chaque jour. Avec ses 17 quais, c'est aussi la deuxième plus grande d'Angleterre, toujours après Londres.
La ville et l'agglomération sont desservies par 16 gares ferroviaires et il est prévu d'en ouvrir d'autres dans les prochaines années.
Le projet d'embranchement LGV vers Londres a toutefois été annulé fin 2021.  

### Aérien

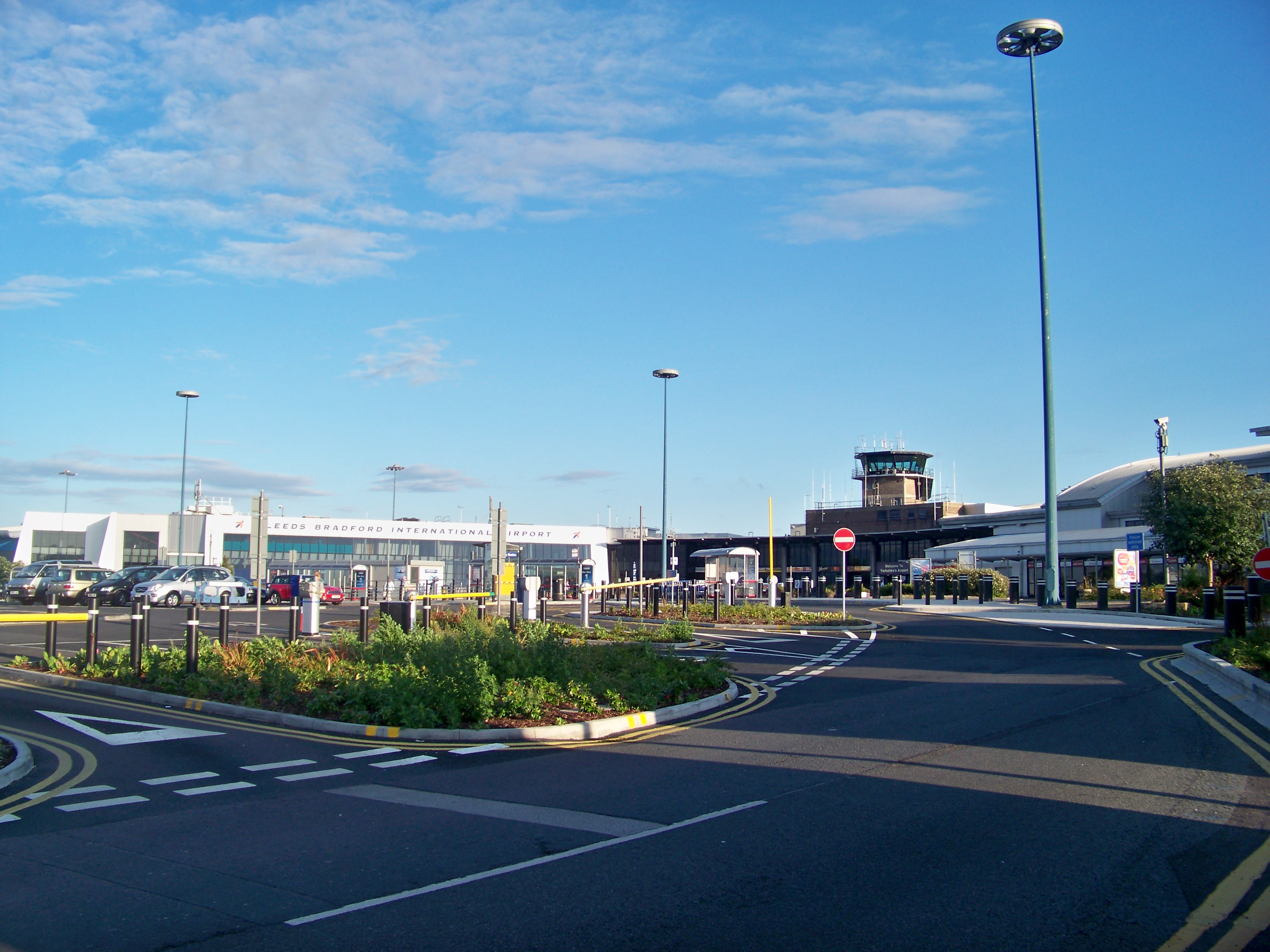
Aéroport International de Leeds Bradford.

L'aéroport international de Leeds-Bradford est situé à Yeadon, à environ 16 km au nord-ouest du centre-ville. Il propose des vols charters et des vols réguliers à destination de l'Europe, du bassin méditerranéen et des États-Unis. Il existe un service ferroviaire direct de Leeds à l'aéroport international de Manchester. L'aéroport de Humberside est situé à 130 km à l'est de Leeds.

## Jumelages
La ville de Leeds est jumelée avec :
- Brno (Tchéquie) depuis 2003
- Colombo (Sri Lanka)
- Dortmund (Allemagne)
- Durban (Afrique du Sud)
- Hangzhou (Chine)
- Lille (France)
- Louisville (États-Unis)
- Siegen (Rhénanie-du-Nord-Westphalie) (Allemagne)

Elle entretient aussi d'étroits liens de coopération avec :
- Brașov (Roumanie)
- Stockholm (Suède)
- St Mary (Jamaïque)

Durant l'année écoulée, des projets de coopérations ont été étudiés avec :
- Karachi (Pakistan)
- Ankara (Turquie)

## Personnalités liées à la commune
- JRR Tolkien  (1892-1973), écrivain, professeur à l'université de Leeds 1920-24[58].
- Ernie Wise (1925-1999), acteur et comédien anglais
- Jimmy Savile (1926-2011), DJ, présentateur de télévision, personnalité médiatique et pédophile anglais
- Dickie Hawdon  (1927-2009), musicien pionnier de l'enseignement du Jazz au 'Leeds Conservatoire' (CLCM)[59].
- Keith Waterhouse (1929-2009), écrivain et journaliste
- Peter O'Toole (1932-2013), acteur[60].
- Alan Bennett (1934-), romancier et acteur
- Malcolm McDowell (1943-), acteur
- Tom Wilkinson (1948-2023), acteur
- Jeremy Paxman (1950-), présentateur de télévision
- Melanie Brown (1975-), "Mel B", actrice et membre des Spice Girls.
- Matthew Lewis (1989-), acteur britannique.
- Kadeena Cox (1991-), athlète handisport britannique.
- Stanley Stevenson Byrne (1993-), "Fox Stevenson", artiste musical anglais
- Kalvin Phillips (1995-), footballeur anglais
- Thomas Pidcock (1999-), cycliste sur route et sur VTT vainqueur de l'amstel
- Erling Haaland (2000-), footballeur norvégien

## Éducation

### Écoles
Sur les 183 000 jeunes âgés de moins de 19 ans que comptait Leeds lors du recensement de 2001, 110 000 fréquentaient les écoles locales. En 2008, Education Leeds, une société à but non lucratif appartenant au conseil municipal de la ville de Leeds, comptait 220 écoles primaires, 39 écoles secondaires et 6 centres d'apprentissage. Dans le cadre de l’initiative gouvernementale « Construire des écoles pour l’avenir », Leeds a mobilisé 260 millions de livres sterling (environ 300 millions d'euros) pour transformer 13 écoles secondaires en écoles à haute performance. Les trois premières écoles Allerton High School, Pudsey Grangefield School et Rodillian School ont été ouvertes en septembre 2008. La demande de places dans les écoles primaires à Leeds a récemment atteint un pic, avec environ 10 500 nouvelles entrées en 2016. La plus ancienne et la plus grande école privée de la ville est la Grammar School de Leeds, issue de la fusion, en 2005, de la Leeds Grammar School, créée en 1552, et du Leeds Girls' High School, créé en 1876. Parmi les autres écoles indépendantes de Leeds, on trouve des écoles visant les communautés juives et musulmanes.

### Enseignement supérieur

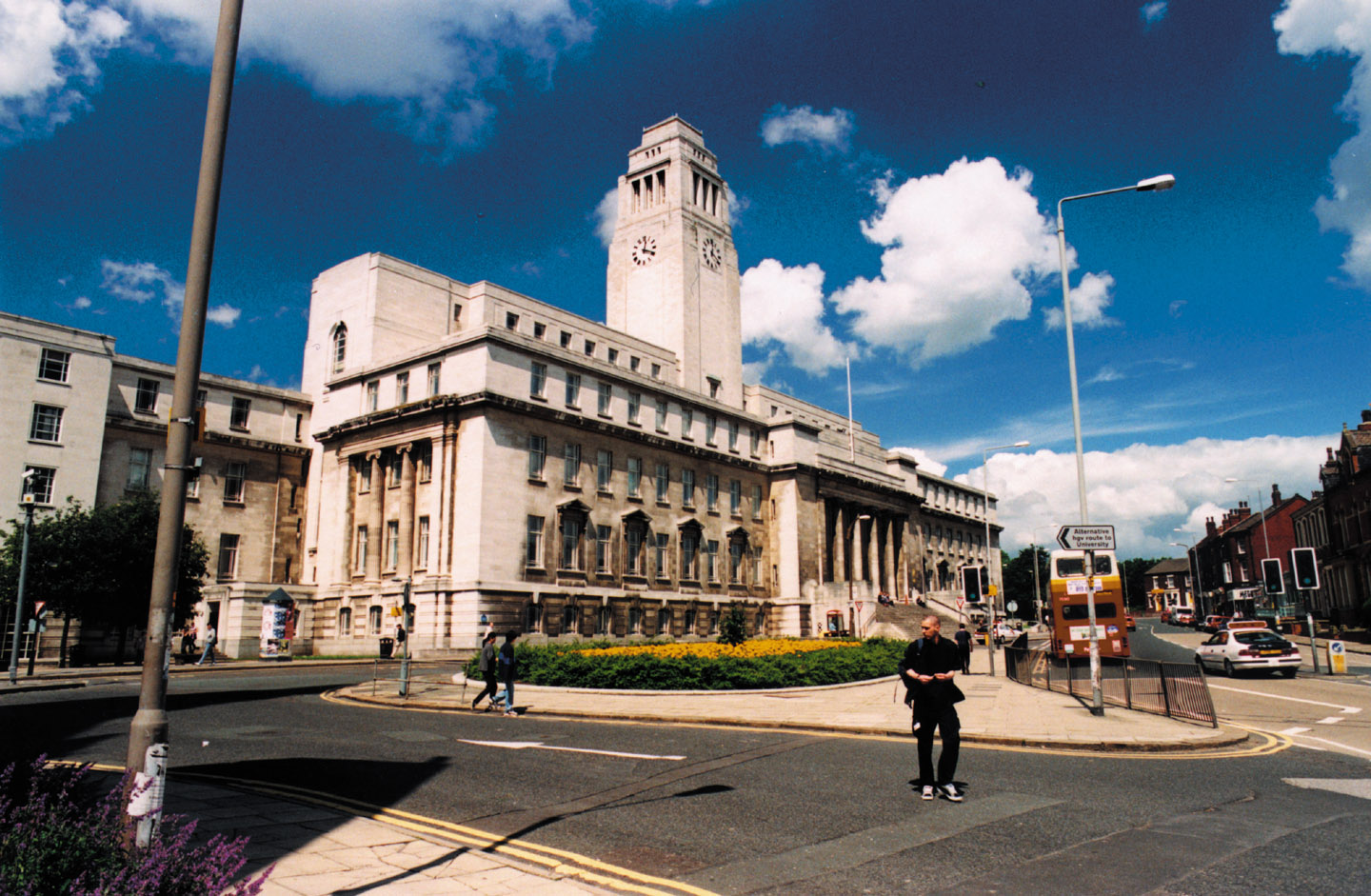
Parkinson Building, université de Leeds.

Leeds possède deux universités, l'université de Leeds avec 31 500 étudiants à plein temps (52 000 de plus en cours temporaires) et Leeds Metropolitan University avec environ 26 000 étudiants, dont 17 % sont étrangers. En 2014, Leeds Metropolitan University a eu l'autorisation de changer son nom et s'appelle depuis septembre 2014 Leeds Beckett University (en).

## Religion
- Cathédrale catholique Sainte-Anne de Leeds
- Église Saint-Matthieu de Chapel Allerton